# Renat Goupil
Renat Goupil (ur. 15 maja 1608 w Saint-Martin-du-Bois, zm. 23 września 1642 w Auriesville) – święty Kościoła Katolickiego, męczennik, francuski chirurg, brat z zakonu jezuitów, misjonarz w Kanadzie.

## Życiorys
Po wstąpieniu do nowicjatu (16 marca 1639) podjął studia w Chantilly. Ze względu na stan zdrowia musiał przerwać nowicjat. Podjął działalność w służbie jezuitów jako wolontariusz, pomagając w pracy z chorymi. W 1640 roku przyjechał na misję w Saint-Joseph de Sillery i przez dwa lata był chirurgiem w różnych szpitalach prowincji Quebec. W 1642 roku wziął udział w wyprawie ojca Izaaka Joguesa. Śluby zakonne złożył w obecności o. Izaaka. Po dostaniu się do niewoli Irokezów nie skorzystał z możliwości ucieczki, by nie pozostawić współtowarzysza. Poddany torturom zginął zabity z nienawiści do wiary, gdy przeżegnał dziecko znakiem krzyża. Był pierwszym kanadyjskim męczennikiem.
Beatyfikowany w 1922 roku, kanonizowany w 1930 roku przez papieża Piusa XI w grupie Męczenników kanadyjskich.

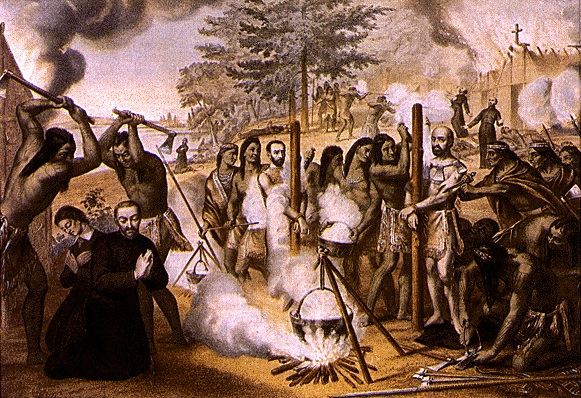
Męczennicy kanadyjscy